# (17267) 2000 KY48
(17267) 2000 KY48 es un asteroide perteneciente al cinturón de asteroides descubierto el 28 de mayo de 2000 por el equipo del Spacewatch desde el Observatorio Nacional de Kitt Peak, Arizona, Estados Unidos.

## Designación y nombre
Designado provisionalmente como 2000 KY48.

## Características orbitales
2000 KY48 está situado a una distancia media del Sol de 3,164 ua, pudiendo alejarse hasta 3,389 ua y acercarse hasta 2,939 ua. Su excentricidad es 0,071 y la inclinación orbital 5,334 grados. Emplea 2055,44 días en completar una órbita alrededor del Sol.
Los próximos acercamientos a la órbita de Júpiter ocurrirán el 12 de noviembre de 2069, el 31 de julio de 2080 y el 20 de abril de 2091.

## Características físicas
La magnitud absoluta de 2000 KY48 es 13,99. Tiene 8,575 km de diámetro y su albedo se estima en 0,096.